# Museu Nacional Hongarès
El Museu Nacional Hongarès (en hongarès: Magyar Nemzeti Múzeum) és el museu que acull la primera i més gran col·lecció pública d'Hongria. Es troba en un dels edificis més bells de la Gran Avinguda de Budapest. El seu estil és classicista. Va ser inaugurat el 1846.

## Història
Es diu que va ser fundat en 1802, quan el comte Ferenc Széchényi va crear la Biblioteca Nacional Széchényi. Un any després, es va ampliar amb la donació d'una col·lecció de minerals per la vídua de Széchényi. Això va portar a la creació d'un Museu Nacional Hongarès com a museu d'història natural, i no només una biblioteca. El 1807 el parlament Nacional Hongarès va legislar la nova institució i va demanar al país que ajudessin mitjançant donacions al museu.
El Parlament Hongarès de 1832-1834 va ajudar al creixement del museu. Va votar donar mig milió de Fòrints per ajudar a la construcció d'un edifici nou per al museu. En aquesta època, el Museu d'Història Natural Hongarès es va constituir oficialment sota el Museu Nacional Hongarès. Més tard, el 1846, el museu es va traslladar a la seva actual seu a VIII. Múzeum krt. 14-16. Aquí es troba el museu, en un edifici d'estil neoclàssic dissenyat per Mihály Pollack.
L'edifici és un dels símbols de la independència nacional, ja que va ser escenari rellevant de la Revolució hongaresa de 1848. Aquest dia actualment és festa nacional i el museu cada any serveix com a escenari dels actes commemoratius.

## Col·leccions
El Museu Nacional Hongarès té set exposicions permanents. La seva rica col·lecció presenta la història d'Hongria des de la fundació de l'estat, al costat d'una mostra d'obres de pedra de l'època romana i medieval, fins a 1990. L'exposició sobre l'edat mitjana cobreix temes com l'edat dels Árpads, Hongria sota el poder otomà, Transsilvània i el regne d'Hongria. El Museu també exposa sobre l'Edat Moderna i Contemporània. La secció d'Edat Moderna comença amb la Guerra d'Independència Rákóczi, en l'exposició es mostra diferents seccions de l'abillament militar de l'època i diverses monedes. La secció d'història contemporània acaba amb l'auge i caiguda del sistema comunista a Hongria.

## Accés turístic
Al Museu de belles arts es pot arribar amb el metro línia 2/vermella fins a l'estació Astoria i caminant en direcció al Danubi. Igualment viatjant amb el metro línia 3/blava baixant-se a l'estació Kálvin Tér, i caminant en direcció oposada al Danubi es pot accedir fàcilment al Museu. Amb els tramvies 47 i 49 baixant en qualsevol de les dues estacions (Astoria i Kálvin Tér) i caminant en les direccions respectives es pot arribar al Museu, ja que aquest es troba just entre elles en l'avinguda principal.